# العمامة والقبعة (رواية)
العمامة والقبعة  رواية للكاتب المصري صنع الله إبراهيم صدرت عن دار المستقبل العربي عام 2008 في 332 صفحة متوسطة القطع، وتتناول الحوار ما بين الشرق والغرب وصدامهما. يمكن للكتاب أن يقرأ كرواية، كما يمكن أن يقرأ كعمل تاريخي لحقبة تاريخية أخذت من كتاب عبد الرحمن الجبرتي «عجائب الآثار في التراجم والأخبار».

## ملخص الرواية
تبدأ الرواية بتاريخ 22 يوليو 1798 ميلادياً، ويخبرنا البطل، راوي الأحداث، بخبر هزيمة جيش المماليك تحت قيادة «مراد بك» في موقعة إمبابة، ثم محاولة «إبراهيم بك» ومماليكه، ومن انضم من عامة الشعب له، في محاولة يائسة لدحر الفرنسيس عند بولاق. يدخل الفرنسيس القاهرة تحت قيادة «ساري عسكر بونابرته» ملوحًا بمنشورات كتب فيها أنه يحترم الدين الإسلامي ويقدس النبي محمد والقرآن، وأنه أكثر إيمانًا من المماليك ويرتدي جبة وقفطان، لتبدأ فعليًا بعدها أحداث الرواية في شكل مذكرات يخطها تلميذ الجبرتي عن الأحداث بشكل شبه يومي، وتتوالى يوميات البطل في سرد حافل بالتفاصيل أثناء فترة دخول الاستعمار الفرنسي إلى مصر. وتظهر الأزمة في التعايش مع المستعمر وكرهه. نتابع التجار الذين يستغلون الأزمة ليكدسوا السلع، ومن الطبقة النافذة التي لا يعنيها إلا أن تحمي نفوذها، وأن تركب موجة الوطنية طالما هي مواتية لمصالحها. التناقض الذي يعيشه الفرنسيون أنفسهم والخارجون لتوهم من ثورة دامية كانت تنادي بالحرية والإخاء والمساواة ليلقوا أنفسهم مجرد محتلين وقتلة يخدمون طموحات بونابرت. هناك أيضاً الفوضى الأخلاقية التي ينشرها قدوم الأجنبي وتمكنه، والتي تمثل هاجساً لكل مناوئي التعايش بين الحضارات. وتنشأ علاقة حب تجمع بين البطل وشابة من أفراد المحتل.

## مقتطفات من الرواية
الإثنين 5 نوفمبر
جاءني حنا في الصباح الباكر ملهوفاً. قال إن جماعة من عسكر الفرنسيس حضروا إلى بيت البكري نصف الليل وطلبوا المشايخ المحبوسين هناك فعروهم من ثيابهم وصعدوا بهم إلى القلعة. وفي الصباح أخرجوهم وقتلوهم بالبنادق وألقوهم من السور خلف القلعة وبلغ عددهم ثمانين وبينهم نساء.
الأحد 11 نوفمبر
استمرت حوادث الاعتداءات على الفرنساوية في القليوبية والجيزة والبحيرة ودمياط والمنصورة. وأحرق الفرنساوية القرى التي تسببت في هذه الاعتداءات. أما في المدينة فقد قلعوا أبواب الدروب والحارات الصغيرة غير النافذة وكسروها، ورفعوا أخشابها على العربات إلى حيث أعمالهم بالنواحي والجهات، وباعوا بعضها حطباً للوقود، وكذلك ما بها من الحديد وغيره، وخرجت جنودهم لقمع الفتنة في السويس بعد أن استولوا على جمال السقائين فشح الماء وبلغت القربة عشرة بارات.
الخميس 15 نوفمبر
اكتشفت أن أستاذي أوجز الحديث في أوراقه عن المشايخ المقتولين بالقلعة ولم يذكر أسماءهم
الأحد 18 نوفمبر
عند عودتي من الخارج اليوم وأنا أرتعش من البرد القارص لم أتمكن من فتح باب غرفتي بالمفتاح. ناديت على جعفر ففشل هو أيضاً في فتحه. أحضرنا القفّال فرطب المفتاح بلعابه وهزه كي يحرك الأسنان التي تقفله. لم تنجح المحاولة فانتزع القفل الخشبي بالكمّاشة وركب قفلاً جديداً.
أغلقت باب حجرتي بعد انصرافه. كنت أترك أوراقي دائماً تحت وسادتي مرتبة حسب التاريخ. استخرجتها فوجدت صفحاتها مختلطة. كنت مرتاباً في أن جعفر يفتش حاجياتي. لا يعرف القراءة لكن ربما أخذ الأوراق إلى الشيخ. وربما كان من فتش غرفتي هو خليل أو الشيخ نفسه.
اقتربت من الحائط وشببت على أصابع قدمي. أزلت الأتربة من شق بين الأحجار. طويت الأوراق ودسستها في الشق. لن يتمكن جعفر من بلوغها بسبب قصر قامته. لكن الشيخ قد يطولها. ثم أن الشق لا يتسع لمزيد من الأوراق.
الجمعة 30 نوفمبر
ذهبت إلى أستاذي قبل العصر إلى الأزبكية حيث تجمع الناس والكثير من الإفرنج. وكان الفرنساوية قد أعلنوا عن تطيير مركب تسير في الهواء بحكمة مصنوعة، ويجلس فيها أنفار من الناس، ويسافرون في الهواء إلى البلاد البعيدة لكشف الأخبار، وإرسال المراسلات.
شهدنا قماشاً على عمود قائم، وهو ملون أحمر وأبيض وأزرق على مثل دائرة الغربال، في وسطه مسرجة بها فتيلة مغموسة ببعض الأدهان، وتلك المسرجة مصلوبة بسلوك من حديد منها إلى الدائرة، وهي مشدودة ببكر وأحبال، وأطراف الأحبال بأيدي أناس قائمين بأسطح البيوت القريبة منها.
وبعد نحو ساعة أوقدوا الفتيلة، فصعد دخانها إلى القماش وملئه فانتفخ وصار مثل الكرة التي ارتفعت عن الأرض، فقطعوا تلك الحبال فصعدت إلى الجو مع الهواء، ومشت هنيهة لطيفة، ثم سقطت طارتها بالفتيلة، وسقط أيضاً ذلك القماش.
فلما حصل لها ذلك انكشف طبعهم لسقوطها، ولم يتبين صحة ما قالوه. وقال أستاذي في سخرية إنها مثل الطيارة التي يعملها الفراشون بالمواسم والأفراح.
السبت أول ديسمبر
أرسلني أستاذي لأعاين التعديلات التي أدخلها الفرنساوية على شوارع المدينة. وجدت أنهم أحدثوا طريقاً جديدة فيما بين باب الحديد وباب العدوي حيث معامل الفواخير، وردموا جسراً ممتداً ممهداً مستطيلاً يبتدئ من الحد المذكور، وينتهي إلى جهة المذبح خارج الحسينية، وأزالوا ما يتخلل بين ذلك من الأبنية والإيطان والأشجار والتلول. ومدوا طريقاً من الأزبكية إلى جهة قبة النصر المعروفة جهة العادلية على خط مستقيم.
كان العمل ما زال جارياً في بعض الأماكن. ولاحظت أنهم يستعينون في الأشغال وسرعة العمل بالآلات القريبة المأخذ، السهلة التناول. كانوا يجعلون بدل الغلقان والقصاع عربات صغيرة، ويداها خشبيتان ممتدتان من خلف، يملؤها الفاعل تراباً أو طيناً أو أحجاراً، بحيث تسع مقدار خمسة غلقان، ثم يقبض بيديه على اليدين، ويدفعها أمامه فتجري على عجلتها بأدنى مساعدة إلى محل العمل، فيميلها بإحدى يديه ويفرغ ما فيها من غير تعب ولا مشقة.
تحدثت إلى الفعلة فقالوا إنهم لا يعملون بالسخرة بل يأخذون أجرتهم المعتادة، ويصرفونهم من بعد الظهيرة.
الأحد 2 ديسمبر
انتقلنا إلى بيت حسن كاشف جركس، اليوناني الأصل، الذي شيده وزخرفه وصرف عليه أموالاً عظيمة من مظالم العباد. وقد أفردوه لصناعة الحكمة والطب الكيماوي، وفيه آلات تقاطير عجيبة، وآلات لاستخراج وتقاطير المياه، والأملاح المستخرجة من الأعشاب والنباتات، وحول الجدران قوارير وأوان من الزجاج البلوري المختلف الأشكال والهيئات على الرفوف، وبداخلها أنواع المستخرجات.
وبدءوا يعرضون علينا أعاجيبهم. فأخذ أحدهم زجاجة فيها بعض المياه فصب منها شيئاً في كأس، ثم صب عليها شيئاً من زجاجة أخرى، فعلا الماءان وصعد منهما دخان ملون حتى اقطع وجف ما في الكأس، وصار حجراً أصفر. ثم فعل ذلك بمياه أخرى، فجمد حجراً أزرق، وبثالثة فجمد حجراً أحمر ياقوتياً.
وأخذ آخر شيئاً قليلاً جداً من غبار أبيض ووضعه على السندال وضربه بالمطرقة بلطف، فخرج له صوت هائل كصوت البنب انزعجنا منه فضحكوا منا.
وأداروا زجاجة بفلكة مستديرة، فتولد من حركتها شرر يطير، ويظهر له صوت وطقطقة. وإذا لمس شخص الزجاجة الدائرة ارتج بدنه وارتعد جسمه وطقطقت عظام أكتافه وسواعده في الحال برجة سريعة، ومن لمس هذا اللامس أو شيئاً من ثيابه أو شيئاً متصلاً به، حصل له ذلك.
هز أستاذي رأسه قائلاً: كلها أمور غريبة، ينتج منها نتائج لا يسعها عقول أمثالنا.
سأله فورييه: ماذا قلت؟
ترجمت له ما قاله أستاذي. تطاع إلي طويلاً ثم قال: أنت تعرف الفرنسية؟
قلت: قليلاً
قال: نحن في حاجة إلى شبان من أمثالك يعرفون اللغات. ما رأيك في أن تأتينا كل يوم للمعاونة في تنظيم الكتب العربية بالمكتبة. ونخصص لك أجراً على ذلك 

## نقد وتعليقات
كتب أشرف فقيه على موقع مجلة القافلة: «إن صنع الله إبراهيم يستحضر في روايته خيالات الماضي وأحداثه ليعقد محاكمتين اثنتين في الحاضر: محاكمة للشخصية العربية التي لا تزال تواقة للنهضة وبعيدة عنها، ومحاكمة ثانية لروح الإمبريالية ولثقافة العَولَمة المعاصرة الساعية في أصلها إلى الهيمنة على مقدرات الشعوب، والتي مثلت مغامرة نابليون في الشرق أحد مظاهرها المبكرة. وهي محاكمة تظل فصولها معقودة حتى مع انتهاء فصول الرواية. يتعمد المؤلف أن يذكرنا بكم هي معقدة تلك القضايا وموغلة في القدم والمصالح المتقاطعة. إنه في روايته هذه يتركنا معلقين بين حقيقتين متضاربتين وأساسيتين: كم نحن مختلفون ومتنافرون بحكم الأعراق والمعتقدات والمصالح، وكم نحن متشابهون ومتقاربون بحكم انتمائنا لذات الجنس البشري ووقوعنا تحت رحمة العواطف والفِطَر ذاتها. إننا.. وكما يشير عنوان الرواية.. نرتدي كلنا أغطية الرأس. بعضنا يسميها عمامة .. وعند البعض الآخر فهي محض قُبعة».
كتب أحمد عرفه على موقع إضاءات في 24 أبريل 2018: «ترك صنع الله إبراهيم كل الشخوص الحقيقية وأقام بطولة روايته لشاب صعيدي جاور الأزهر وضمه الجبرتي إلى بيته كتلميذه ... الرواية تاريخية بامتياز، وأسلوبها عامة في مذكرات ويوميات ... لكن الرواية تلقي سؤالًا تاريخيًا قديمًا عن الزيف في التاريخ عامة، خاصة أن المنتصر هو من يكتب التاريخ في النهاية. وأشار الكاتب لهذا الوجه القبيح للتأريخ حين قرر الجبرتي بعد رحيل الفرنسيس إلى إعادة ما كتبه ليمحو منه ما استحسنه من الفرنسيس، حتى لا يتصادم مع الحاكم التركي الحالي وقتها، وينفي عن نفسه تهمة التعاون مع الفرنسيس ... الرواية تضع الكثير من نقاط النور على مناطق مظلمة في تاريخ مصر، في السياسة والثقافة والاقتصاد والاجتماع، وسنتناولها تباعًا بشكل مفصل فيما هو قادم».
كتب موقع «الغد» في 25 يوليو 2011: «عملا ممتعا ذا حدود مرنة..إذ يمكن ان يقرأ كرواية كما جاء في وصفه ... استطاع إبراهيم ان يحول المواد التاريخية في طريقة اختيارها والتحكم بسياق تتابعها إلى سيناريو مشوق وإلى ما يشبه عملية إحياء لأحداث التاريخ وما يشبه عملية اطلاق للاحتمالات القصصية فيه أو إلى ما يبدو تطويرا لهذه الاحتمالات ... استند إبراهيم في عمله هذا إلى عدة مؤلفات اجنبية مترجمة وأخرى عربية عن فترة الحملة الفرنسية على مصر. وصنع الله إبراهيم لا يترك الأحداث» بكماء«بل هي عنده تندفع مباشرة أو مداورة إلى أن» تقول«أي إلى ان تكشف عما وراء الحدث أحيانا».
كتب مفيد نجم على موقع صحيفة الاتحاد الإماراتية في 18 فبراير 2009: «تطرح رواية العمامة والقبعة للروائي المصري صنع الله إبراهيم قضية إشكالية تتعلق بالحدود بين وظيفة الروائي والمؤرخ، إذ نجد الروائي يحاول أن يلعب دور المؤرخ ولكن من منظور مختلف، يعكس وعيا أيديولوجيا مغايرا ... تستعيد الرواية صورة المكان من خلال حركة بطل الرواية وتكشف عن تفاصيله وأسمائه، كما تستحضر الكثير من العادات والتقاليد التي كانت سائدة آنذاك، مستخدمة الكثير من المفردات والعبارات الشعبية التي كان عامة الناس يتكلمها بغية الإيحاء بواقعية الأحداث وتجسيد الحياة الاجتماعية· ويظهر التعدد في لغة الرواية عبر التنوع في لغة الرواية التي تستخدم الوثيقة باختصار وتكثيف».
يرى د. فيصل دراج أن «الرواية هي ذاكرة المقموعين والمهمشين، وذلك يتفق مع ممارسة الروائي الكبير الراحل عبد الرحمن منيف الذي اشتغل في العديد من رواياته على قراءة التاريخ بعين نقدية فاحصة، من أجل توظيفه في بنية الخطاب الروائي، بعيداً عن لذة» نوستالجيا«إعادة كتابة التاريخ».
كتب الدكتور زين عبد الهادي في صحيفة اليوم السابع في 14 سبتمبر 2008: «مفتاح هذا العمل يبدأ من غلاف محيي الدين اللباد، وأعتقد أن هذا الغلاف وحده يمثل نقلة نوعية في أغلفة الروايات المصرية، فالغلاف جمع بين التلصص والمواربة والافتتان بالآخر وهيمنة الديكتاتورية التي لا ترى في الحياة سوى صورتها الذكورية القبيحة ... لم يترك صنع الله إبراهيم الشارع المصري بما يحدث فيه اليوم، إنه يتهم الجميع ويضع بإصبعه في عين من يريد، في عين كل المشتركين في الجريمة، ما يحدث اليوم هو نفس ما حدث بالأمس، الغوغاء والجهلة هم الذين يحركون الشارع ويقلبونه من الجانبين، دورة التاريخ تتكرر، ويرتكب المصريون نفس الجريمة، وترتكب فيهم نفس الجرائم من قبل السادة، ومن قبل المحتل، القاهرة إذ تكرر أفعالها دون مواربة وبجهل وبنية مبيتة، هذا هو ما رأيته في العمامة والقبعة. لم يترك صنع الله إبراهيم الشارع المصرى بما يحدث فيه اليوم، إنه يتهم الجميع ويضع بإصبعه في عين من يريد، في عين كل المشتركين في الجريمة، ما يحدث اليوم هو نفس ما حدث بالأمس، الغوغاء والجهلة هم الذين يحركون الشارع ويقلبونه من الجانبين، دورة التاريخ تتكرر، ويرتكب المصريون نفس الجريمة، وترتكب فيهم نفس الجرائم من قبل السادة، ومن قبل المحتل، القاهرة إذ تكرر أفعالها دون مواربة وبجهل وبنية مبيتة، هذا هو ما رأيته في العمامة والقبعة».
هاجم الأكاديمي المصري الدكتور إبراهيم عوض، على موقع ديوان العرب، صنع الله إبراهيم قائلاً: «لا يحسن رسم الشخصيات، فهو لا يفرق هنا مثلا بين شاب متدين يشتغل مساعدا لزعيم المؤرخين المسلمين المحدثين وبين ملحد لا يؤمن بالله ولا باليوم الآخر مثلا أو زنديق لا يبالي بحرام أو حلال أو شيوعي ... عبثًا يتساءل القارئ الكريم عن الحكمة في تضمين الكاتب كتابه تلك المناظر الجنسية، بل تلك العلاقة الجنسية ذاتها التي كانت بين الراوي وبين كل من الجارية وبولين، إذ من الممكن جدا حذف الصفحات التي تتضمن الحديث عن هذا الموضوع دون أن يختل شيء في الكتاب على الإطلاق ... صنع الله حريص، دون أدنى شيء يستند إليه، على تشويه الجبرتي ... في الكتاب أخطاء لغوية فادحة وفاضحة ... الأسلوب الذي صيغ به الكتاب لا يلائم عصر الحملة الفرنسية».
كتب أحمد العربي على موقع ملتقى العروبيين في 29 يوليو 2021: «نحن أمام مشهد مؤلم لكنه حقيقي، فنحن ضحايا منذ القدم بين حاكم ظالم تابع وبين غازي يتعاطى معنا على أننا استثمار واستعمار، دون أي اعتبار لإنسانيتنا. جذور الربيع العربي تغوص عميقا في التاريخ».
قام علي الدميني على موقع المجلة الشهرية «الكلمة» بتحليل لكتاب «العمامة والقبعة» جاء فيه: «لوحة غلافها التي نفذها» محيي الدين اللباد«مستعيناً في ذلك بدمج لوحات ثلاث لرسامين فرنسيين ... إذا ما أمعنا النظر في كتاب حياتنا وتاريخنا، وقارنا بين صفحات الحملة الفرنسية، والغزو المعاصر لبلداننا، فإننا نرى أن عمق مأساتنا لا تكمن فقط في أننا كنا دائماً ضحايا لأطماع واستهدافات الآخر ... ولكنها تكمن في أسباب ذاتية عديدة».
كتب موقع الجزيرة نت في 20 مايو 2008: «استطاع إبراهيم في هذه الرواية أن يحول المواد التاريخية سواء في طريقة اختيارها والتحكم بسياق تتابعها إلى سيناريو مشوق واستند في عمله هذا لعدة مؤلفات أجنبية مترجمة وأخرى عربية عن فترة الحملة الفرنسية على مصر»، ووصف كاتب المقال رواية صنع الله قائلاً: «يذكر بسلسلة روايات جورجي زيدان عن تاريخ الإسلام من حيث الالتزام عادة بالحدث التاريخي، وإن جرى تفسيره أو فهمه فبشكل مغاير نوعا ما، وفي الوقت نفسه يتم استغلال المساحات القائمة بين الأحداث لنسج قصة حب تحمل أحيانا وجهات نظر معينة».

## وصلات خارجية
http://www.alkalimah.net/Articles/Read/5120 العمامة والقبعة (رواية)
https://www.goodreads.com/ar/book/show/3536191 العمامة والقبعة (رواية)